# シルバーストーン
シルバーストーン(英語: Silverstone)は、レースサーキットで知られるイングランドノーサンプトンシャーの村・教区である。この村はトウスターからはかつてのA43号線経由で約4マイル (6.4 km)、M1モーターウェイの15Aジャンクションからは約10マイル (16 km)、M40モーターウェイの10ジャンクションおよびノーサンプトン、ミルトン・キーンズ、バンベリーからは約12マイル (19 km)の地点にある。人口は2011年の国勢調査では2,176人である。A43号線は現在村の南西に迂回しており、村とレースサーキットをつないでいる。

## 歴史
この村はドゥームズデイ・ブックに記載がある。
中世には、この村の特産品は主として、ホイットルウッドの森周辺で萌芽更新のために伐採された木材であった。Linnell Brothersは現在も材木置き場を運用している。
教区教会の敷地の北端には中世の養魚場が残っている。

## 教区教会

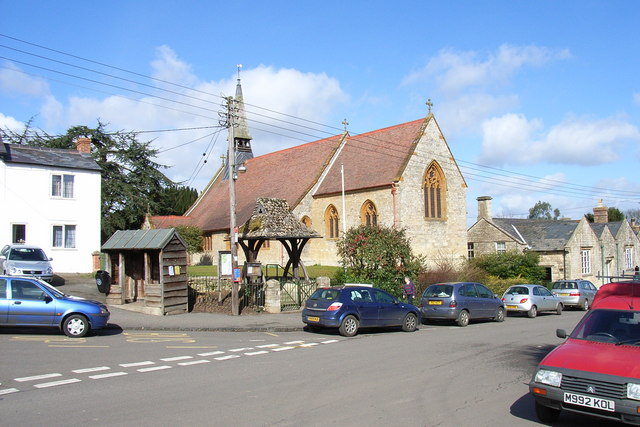
St. Michael's Church

シルバーストーンは1200年には礼拝堂が存在した。1780年ごろにジョージ王朝様式の建物に建て替えられ、1841年に内陣を、1851年に北側の外陣と祭服室を増築した。このすべての教会施設を1880年代に取り壊し、現在のミカエルをまつったイギリス国教会教区教会に建て替えた。これは、James Piers St Aubynが設計したゴシック・リヴァイヴァル建築であり、1884年に完成した。

## 施設
この村には1件、「the White Horse Inn.」というパブがある。
この村から約0.5マイル (1 km)南にシルバーストン・サーキットがある。第二次世界大戦中はイギリス空軍の爆撃機基地であり、今はイギリスグランプリの伝統的な会場である。F1レースには毎年300,000人以上の観客が訪れる。
2013年9月にはサーキット内にシルバーストン大学工業高等専門学校が開校した。